# Kpalimé
Kpalimé (ili Palimé) grad je u togoanskoj regiji Plateaux. Leži 120 km sjeverno od togoanske prijestolnice Loméa, blizu granice s Ganom. Poznat je po sajmu tkanine i voća koji se održava utorkom i subotom. Panoramom grada dominira katolička crkva, izgrađena 1913. godine. U blizini se nalazi Mont Agou, s 986 mnm najviša planina Togoa.
Prema popisu iz 2005. godine, Kpalimé je imao 71.400 stanovnika, čime je bio peti grad po brojnosti u državi.

## Vanjske poveznice

### Ostali projekti
|  | Zajednički poslužitelj ima još gradiva o temi Kpalimé |